# Zwartvoorhoofdbrilvogel
De zwartvoorhoofdbrilvogel (Zosterops atrifrons) is een zangvogel uit de familie Zosteropidae (brilvogels). Deze soort is onderdeel van een soortencomplex van nauw verwante brilvogelsoorten waaronder de sangirbrilvogel (Z. nehrkorni), cerambrilvogel (Z. stalkeri) en de kleine zwartvoorhoofdbrilvogel (Z. minor).

## Verspreiding en leefgebied
De zwartvoorhoofdbrilvogel is een endemische vogelsoort van Indonesië en telt vier ondersoorten:
- Z. a. atrifrons: noordelijk Sulawesi.
- Z. a. surdus: centraal Sulawesi.
- Z. a. subatrifrons: de Banggai-eilanden.
- Z. a. sulaensis: de Soela-eilanden.

De vogel komt voor in zowel laagland als montaan tropisch bos.

## Status
De grootte van de populatie is niet gekwantificeerd maar de soort wordt omschreven als algemeen. Op de Rode lijst van de IUCN heeft deze soort de status niet bedreigd.